# SGL Carbon
SGL Carbon es una empresa química. Fue fundada a mediados de 1992 en la ciudad de Wiesbaden, Hessen que cotiza en la bolsa de Fráncfort, en el índice MDAX. Es uno de los principales fabricantes del mundo de productos de carbono.